# Incident au Loch Ness
Pour plus de détails, voir Fiche technique et Distribution.
Incident au Loch Ness (Incident at Loch Ness) est un faux documentaire britannique de 2004 réalisé par Zak Penn.

## Synopsis
La distribution restreinte du film suit Herzog et son équipe (Gabriel Beristain, Russell Williams, II) travaillant sur la production d'un projet de film sur le monstre du Loch Ness intitulé Enigma of Loch Ness.

## Prix et récompenses
- 2004 : New American Cinema Award, Festival international du film de Seattle

## Fiche technique
- Titre original anglais : Incident at Loch Ness
- Titre français : Incident au Loch Ness
- Réalisation : Zak Penn
- Scénario : Zak Penn et Werner Herzog
- Image : John Bailey
- Musique : Henning Lohner
- Montage : Howard E. Smith et Abby Schwarzwalder
- Année de sortie : 2004
- Durée : 94 minutes
- Format : 1,85
- Son : Dolby Digital
- Lieux de tournage : Loch Ness, Highlands (Écosse)

## Distribution
- Werner Herzog : lui-même (équipe de Discovery IV)
- Kitana Baker (de) : elle-même
- Gabriel Beristain : lui-même (équipe de Discovery IV)
- Russell Williams, II : lui-même (équipe de Discovery IV) (comme Russell Williams)
- David A. Davidson : lui-même (équipe de Discovery IV)
- Michael Karnow : lui-même (équipe de Discovery IV)
- Robert O'Meara : lui-même (équipe de Discovery IV)
- Zak Penn : lui-même (équipe de Discovery IV)
- Steven Gardner : lui-même (équipe de Discovery IV)
- John Bailey : équipe de Herzog dans Wonderland
- Matthew Nicolay : équipe de Herzog dans Wonderland
- Tanja Koop : équipe de Herzog dans Wonderland
- Marty Signore : équipe de Herzog dans Wonderland